# Вибори у Франції

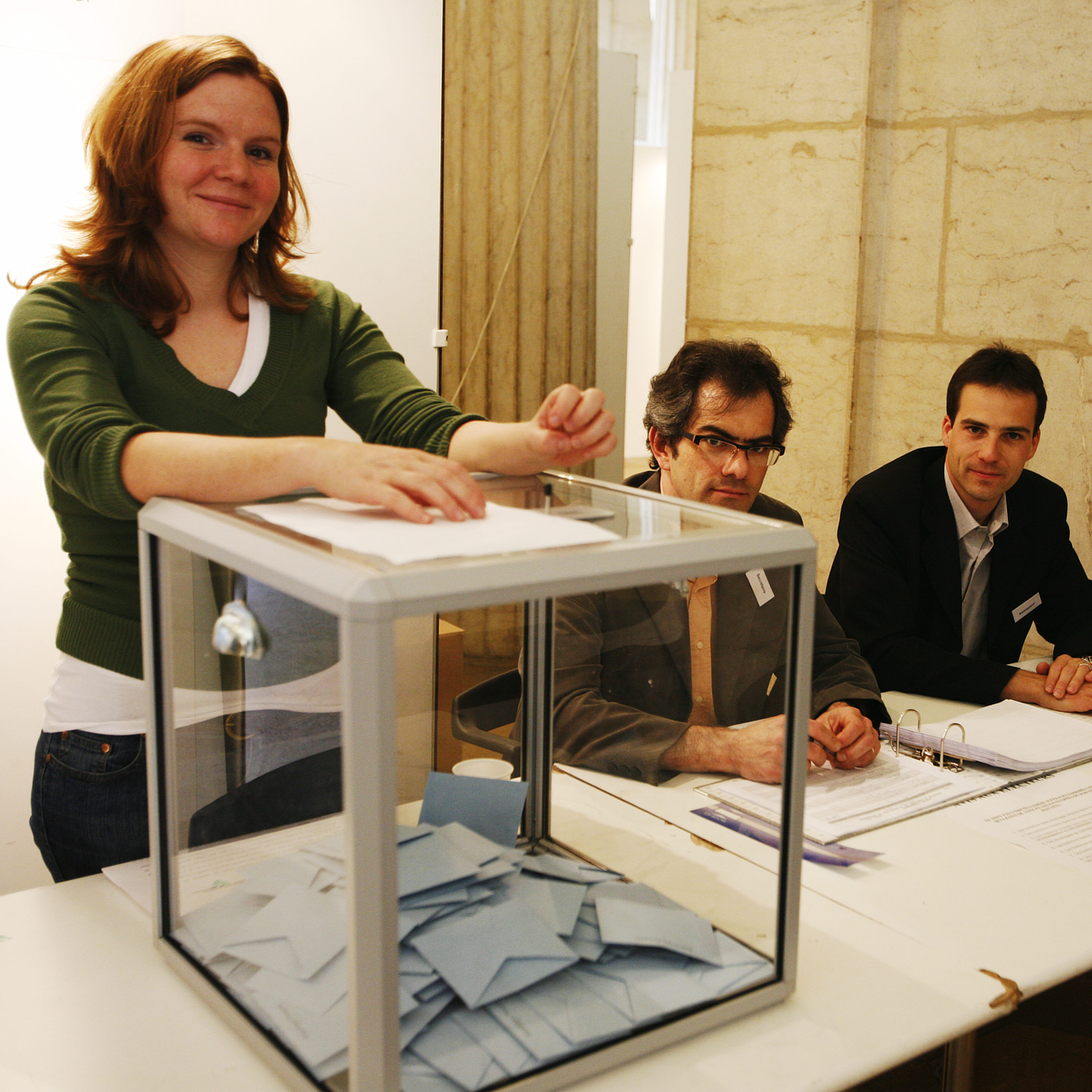
Всередині виборчої дільниці під час виборів президента Франції 2007 року: представники виборчих органів і стандартна прозора скринька для голосування.

Франція є унітарною напівпрезидентською республікою з двопалатним законодавчим органом. Посадові особи законодавчої та виконавчої влади обираються громадянами (прямо чи опосередковано) або призначаються виборними посадовими особами. Референдуми також можуть бути призначені для безпосереднього консультування французького громадянства з конкретного питання, особливо того, що стосується поправок до Конституції.
Франція обирає на національному рівні главу держави – президента – і законодавчий орган.
- Президент обирається на п'ятирічний термін (раніше на сім років) безпосередньо громадянами.
- Парламент (Parlement) має дві камери.
  - Національні збори (Assemblée Nationale) має 577 членів, які обираються на п'ятирічний термін в одномандатних виборчих округах безпосередньо громадянами.
  - Сенат (Sénat) має 348 членів, які обираються на шість років. 328 членів обираються колегією виборців, що складається з обраних представників від кожного з 96 департаментів метрополії Франції, 8 з яких обираються з інших залежних регіонів, а 12 з яких обираються Французькою асамблеєю громадян Франції за кордоном (Assemblée des Français de l'étranger), яка замінила Вищу раду громадян Франції за кордоном (Conseil Supérieur des Français de l'Étranger) збори з 155 членів, які обираються громадянами, які проживають за кордоном.

Крім того, громадяни Франції обирають різні органи місцевого самоврядування. Існують також публічні вибори на деякі неполітичні посади, наприклад, для суддів судів, які застосовують трудове законодавство (промислові трибунали), що обираються робітниками та роботодавцями, або для суддів, які розглядають справи про оренду сільської землі.
Французька політика зазвичай демонструє деякі тенденції, що характеризують двопартійну систему, в якій влада чергується між відносно стабільними коаліціями, кожна з яких очолюється великою партією: ліворуч Соціалістична партія, праворуч Les Républicains і його попередників. Ця модель була порушена у 2017 році, коли жоден із кандидатів цих партій не вийшов у другий тур президентських виборів, а новостворена партія En Marche! отримав як президентство, так і комфортну більшість у Національних зборах.
Вибори проводяться відповідно до правил, викладених у Конституції Франції, органічних законах (lois organiques) та Виборчий кодекс. Голосування не є обов'язковим.

## Виборці

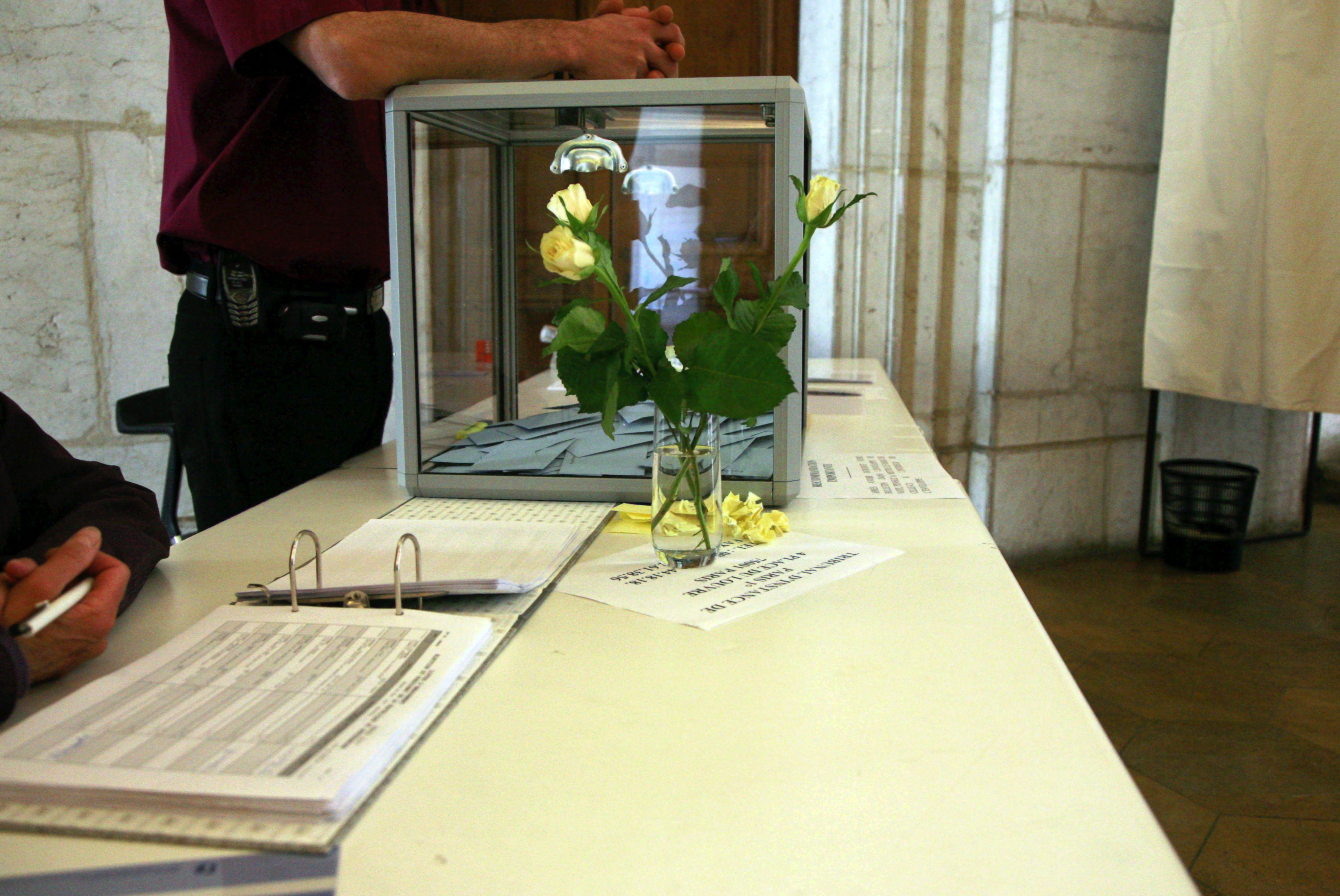
Стандартна прозора скринька для голосування, яка використовується у Франції. Щоб уникнути подвійного голосування, виборець опускає конверт із голосами в скриньку, а потім розписується у виборчому списку.

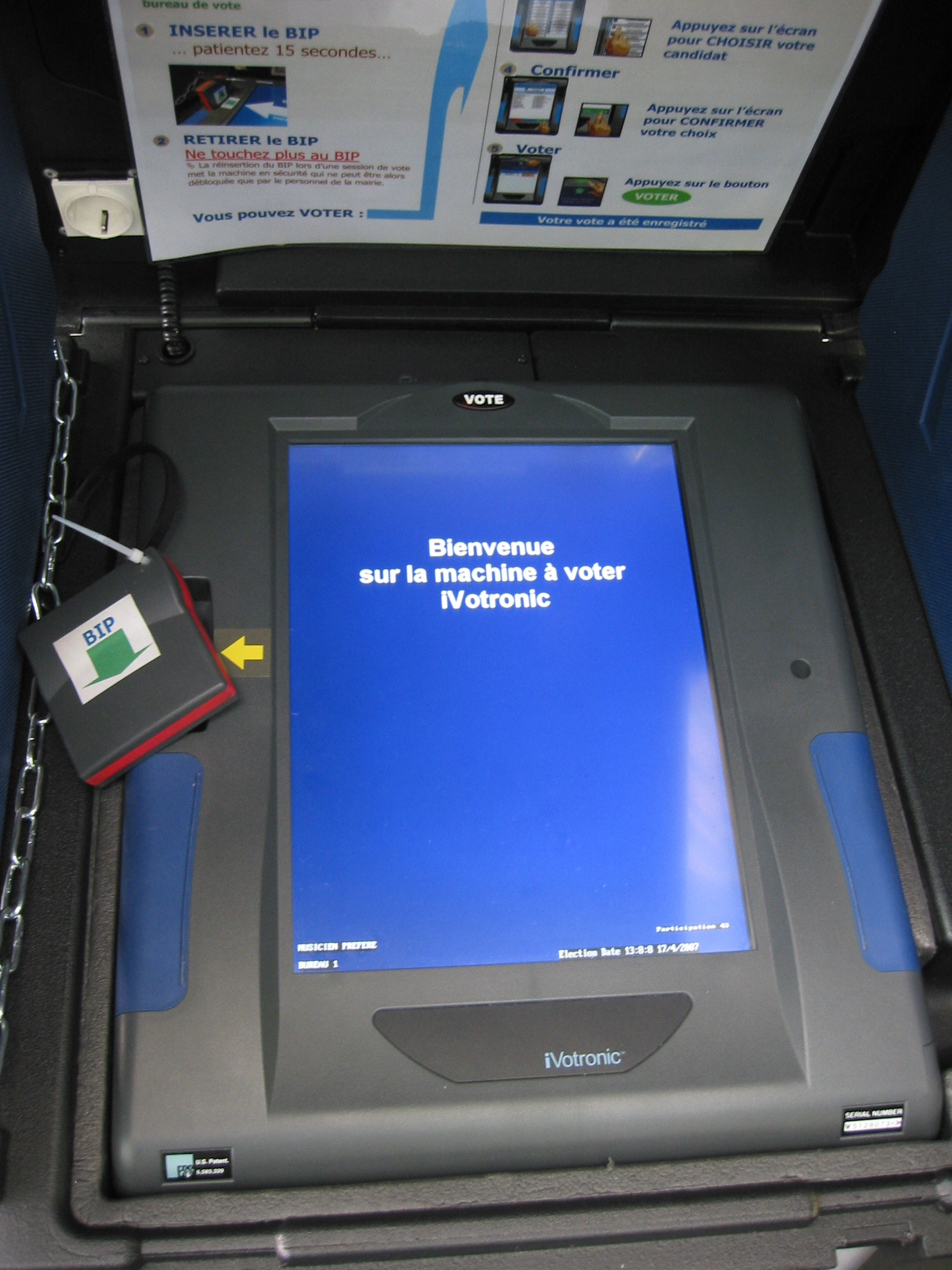
Деякі французькі міста використовують машини для голосування.

За винятком виборів у сенат, для яких існує колегія виборців, виборцями є громадяни Франції віком від 18 років, зареєстровані у виборчих списках. Люди автоматично стають на облік після досягнення 18 років. На муніципальних і європейських, але не національних виборах у Франції можуть голосувати громадяни інших країн Європейського Союзу віком від 18 років. Реєстрація не є обов'язковою, але відсутність реєстрації виключає можливість голосування.
Громадяни можуть стати на облік як за місцем проживання, так і за місцем, де вони перебувають на обліку платників місцевих податків не менше 5 років, але не більше ніж в одному місці. Громадяни, які проживають за кордоном, можуть зареєструватися в консульстві, відповідальному за регіон, в якому вони проживають.
Тільки громадяни, зареєстровані як виборці, можуть балотуватися на державні посади.
З наведених вище правил є винятки. Засуджені злочинці можуть бути позбавлені своїх громадянських прав, зокрема права голосу, на певний період залежно від злочину. Зокрема, обранці, які зловживали державними коштами, можуть бути позбавлені права балотуватися на державні посади на строк до 10 років. Застосування таких правил у випадку певних політиків викликає суперечки; див., наприклад, справу Алена Жюппе.
Голосування за довіреністю можливе, коли громадянин не може легко прибути на виборчу дільницю (причини: проблеми зі здоров’ям, громадянин не проживає на території виборчого округу, від’їхав на роботу чи у відпустку, перебував під вартою, але ще не був засуджений та позбавлений громадянських прав тощо). Громадянин призначає довірену особу, яка має бути виборцем з тієї ж ґміни. Призначення довіреної особи повинно бути зроблено перед дієздатним свідком: суддею, судовим секретарем або співробітником судової поліції, або, за межами Франції, перед послом чи консулом. У випадку інвалідів або тяжкохворих людей офіцер судової поліції або її уповноважений може бути направлений додому до громадянина, щоб засвідчити призначення. Процедура покликана уникнути тиску на виборців.

## Виборча система
На всіх виборах, де має бути обрана одна посадова особа від певної області, включно з двома основними загальнонаціональними виборами (вибори президента республіки та вибори членів національних зборів), повторне голосування проводиться у два тури.
Для виборів до Європейського парламенту та деяких місцевих виборів використовується пропорційне голосування.

## Процедури голосування

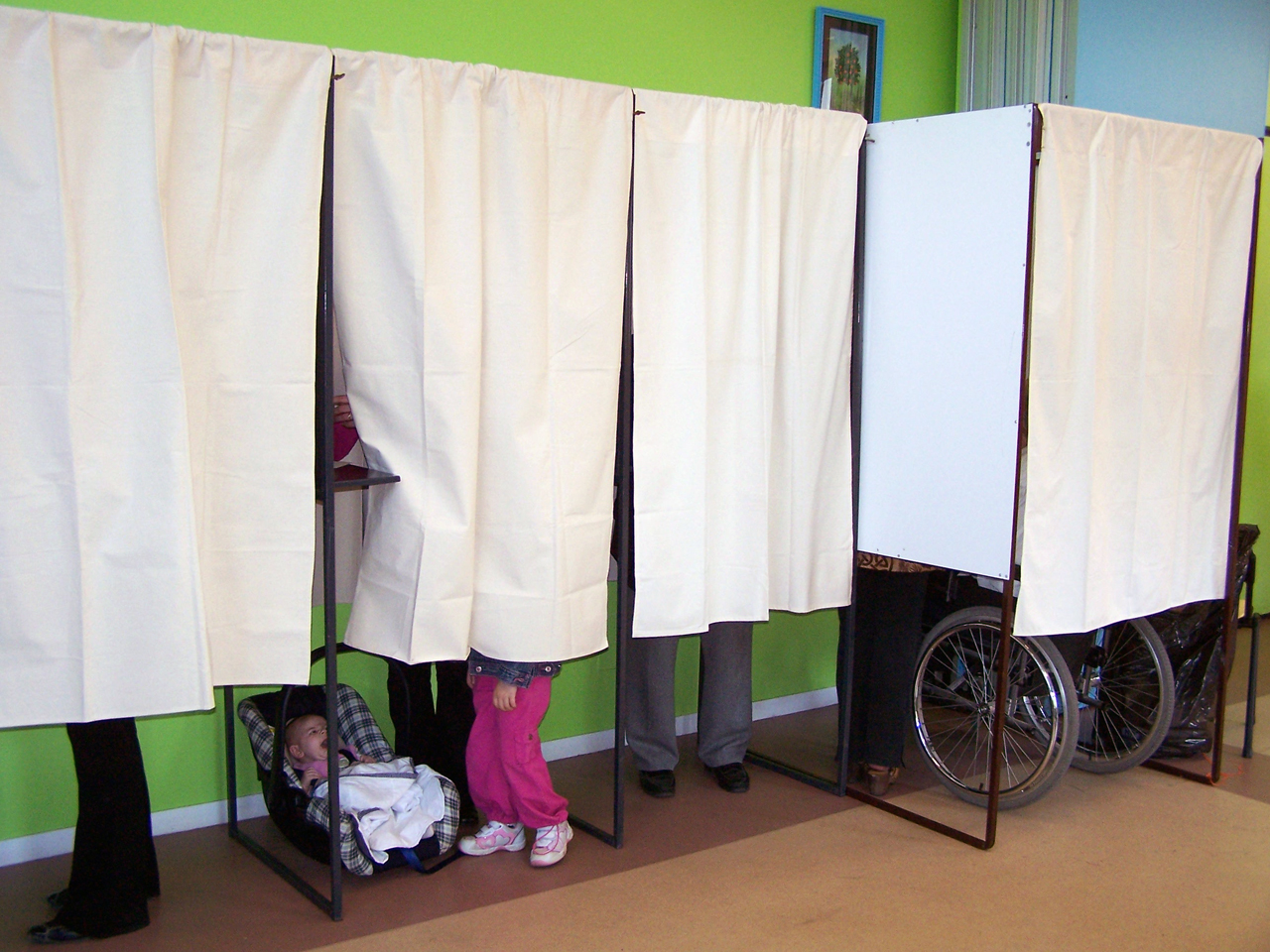
Ізоляційна будка

Голосування відбувається з використанням паперу та ручного підрахунку. Виборець отримує роздруковані виборчі бюлетені (bulletin) зі столика біля входу в приміщення для голосування (голосування поштою заборонено у Франції). Для кожного кандидата, пари кандидатів (для відомчих виборів) або списку є один бюлетень. Ці бюлетені також надсилаються виборцям поштою перед виборами. Після цього посадова особа перевіряє особу та реєстрацію виборця, після чого виборець бере конверт. Якщо вони також є довіреною особою іншого виборця, вони беруть другий конверт. Потім виборець потрапляє в кабіну із завісами (isoloir), де вони приховані від очей, і вставляє бюлетень свого кандидата в урну. Вони йдуть до урни, де голова виборчої комісії або його заступник офіційно перевіряє їх особи. Лише в муніципалітетах з населенням до 1000 жителів офіційний документ, що засвідчує особу, є необов’язковим, якщо депутат може засвідчити особу. Після того, як офіційні особи визнають право голосу, виборча скринька відкривається і виборець вставляє конверт. Один із чиновників, традиційно голосно, оголошує « Голосуй! (Голосував!)". Це чисто церемоніально і має подвійне значення: voix (голос) виборця буде враховано, і вони виконали свій громадянський обов'язок. Після цього виборець розписується у списку виборців і на його реєстраційній картці ставиться штамп.
Електронне голосування використовується лише для громадян Франції, які проживають за кордоном, і для двох конкретних виборів: законодавчих і консульських.

## Дивитися також
- Виборча система